# City of Angels (bài hát)
"City of Angels" là một bài hát của ban nhạc rock người Mỹ Thirty Seconds to Mars trích từ album phòng thu thứ tư Love, Lust, Faith and Dreams. Ca khúc do giọng ca chính Jared Leto sáng tác kiêm vai trò đồng sản xuất với Steve Lillywhite. "City of Angels" lấy cảm hứng từ trải nghiệm của Leto về cuộc sống ở thành phố Los Angeles bên gia đình, cùng với những ảnh hưởng từ nền văn hóa nơi đây. Mang đậm chất liệu synthrock và phong cách âm nhạc từ những năm 1980, bài hát là một ví dụ tiêu biểu cho tính muôn dạng và phá cách của album. Ban nhạc phát hành "City of Angels" dưới dạng đĩa đơn quảng bá vào ngày 30 tháng 7 năm 2013 tại Hoa Kỳ, đồng thời cũng phổ biến trên các đài phát thanh âm nhạc đương đại ở châu Âu vào ngày 25 tháng 10 năm 2013. Ban nhạc còn phát hành một phiên bản piano của ca khúc với định dạng nhạc số vào tháng 7 năm 2014.
"City of Angels" đón nhận nhiều lời tán dương từ các nhà phê bình âm nhạc, phần lớn họ đánh giá cao quá trình sáng tác, lời bài hát và phong cách mà Leto trình diễn. Sau khi phát hành album Love, Lust, Faith and Dreams, ca khúc đã xuất hiện ở nửa cuối bảng xếp hạng UK Rock Charts. Khi phát hành dưới dạng đĩa đơn, "City of Angels" tiếp tục lọt vào bảng xếp hạng này và vươn lên vị trí số 21, đồng thời giành hạng 8 trên bảng xếp hạng Alternative Songs tại Hoa Kỳ. Bài hát cũng có những thành công nhất định trên một số thị trường quốc tế nhờ doanh số tải album kỹ thuật số.
Chính Jared Leto là nhà đạo diễn video âm nhạc cho ca khúc, trong đó một số nhân vật đã được ba thành viên của Thirty Seconds to Mars mời tham gia để cùng chia sẻ góc nhìn cá nhân của họ về thành phố Los Angeles. Các nhà phê bình đánh giá cao video này bởi sự dung dị và gắn kết với thông điệp của bài hát. Video sau đó đã nhận Giải thưởng Âm nhạc Loudwire cho Video nhạc rock xuất sắc nhất và nhận đề cử ở hạng mục Quay phim xuất sắc nhất tại lễ trao giải Video âm nhạc của MTV năm 2014. Thirty Seconds to Mars còn trình diễn ca khúc bằng piano tại lễ trao Giải thưởng Âm nhạc iHeartRadio năm 2014. Ca khúc cũng góp mặt trong danh sách tiết mục ở hai chuyến lưu diễn Love, Lust, Faith and Dreams Tour và Carnivores Tour của ban nhạc.

## Thu âm và cảm hứng

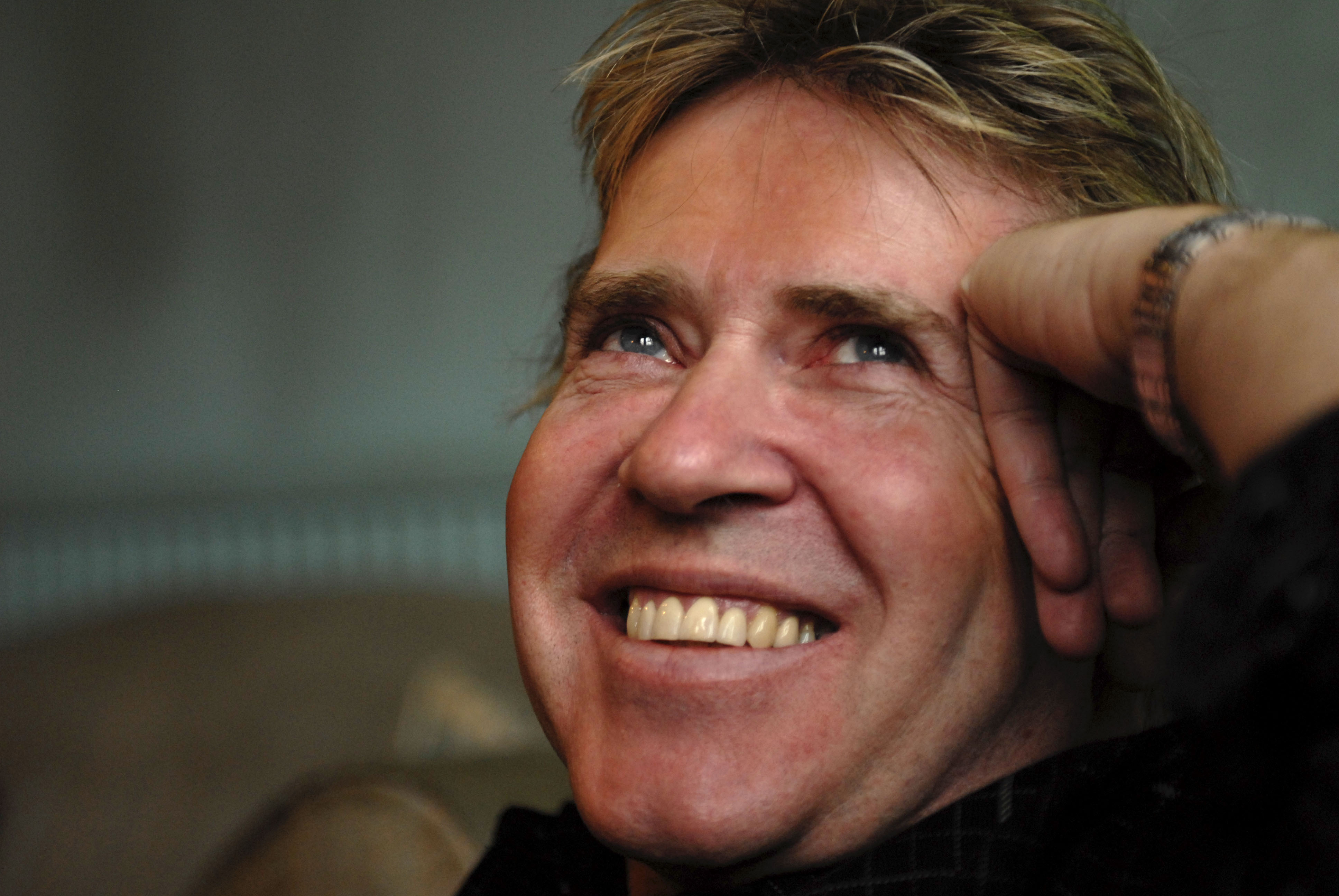
Steve Lillywhite cộng tác viên quen thuộc của Thirty Seconds to Mars đảm nhiệm vai trò sản xuất bài hát.

"City of Angels" do giọng ca chính Jared Leto sáng tác kiêm nhà đồng sản xuất ca khúc cùng với Steve Lillywhite – nhà sản xuất từng cộng tác với Thirty Seconds to Mars trong quá trình thu âm album thứ ba, This Is War (2009). "City of Angels" do Jamie Reed Schefman xử lý kĩ thuật âm thanh, Serban Ghenea hòa âm, còn John Hanes đảm nhận phần phối khí tại phòng thu Mixstar Studios ở thành phố Virginia Beach, bang Virginia. Khi thu âm tại Trung tâm Phát triển Nghệ thuật và Khoa học Âm thanh Quốc tế ở Los Angeles, Howie Weinberg và Dan Gerbarg là những người xử lý hậu kì cho bài hát tại phòng thu Howie Weinberg Mastering Studio. Thirty Seconds to Mars đã ra mắt sáu bài hát từ album phòng thu thứ tư Love, Lust, Faith and Dreams, trong đó có cả ca khúc "City of Angels" trong một buổi nghe thử ở phòng thu Electric Lady Studios tại thành phố New York vào ngày 14 tháng 3 năm 2013. Shannon Leto còn tiết lộ rằng đây là bài hát đầu tiên mà nhóm viết nhạc cho album và tốn khá nhiều thời gian để hoàn thiện.
Trong lúc sáng tác "City of Angels", Leto đã chịu ảnh hưởng sâu sắc bởi nền văn hóa Los Angeles cũng như được truyền cảm hứng về mối quan hệ gắn bó khăng khít của anh với thành phố này. Anh giải thích rằng chính khát vọng theo đuổi niềm đam mê ở Los Angeles đã dẫn anh đến "một mối quan hệ vừa yêu vừa ghét" với thành phố. Leto phát biểu trên tạp chí Interview, "bài hát này nói về những con người đến với "Thành phố của những Thiên thần" (City of Angels) để được sống với ước mơ của chính bản thân mình và biến chúng trở thành sự thật. Nó nói về cách họ nhận được giúp đỡ bởi những người họ gặp trong thành phố–bạn biết đấy, một nhóm mọi loại người cùng nhau tập hợp để trở thành cộng đồng của những kẻ bị ruồng bỏ, những kẻ cô lập, kẻ dị biệt hay những người nghệ sĩ. Bài hát này nói về việc chuyển đến một nơi để có thể làm nên những điều khác biệt và cả những điều đặc biệt".

## Sáng tác và chủ đề
- Trục trặc khi nghe? Xem hướng dẫn.

"City of Angels" là một ca khúc synthrock với các ảnh hưởng và nhạc tố từ dòng nhạc thể nghiệm. Bài hát mở đầu bằng một khúc nhạc dạo và âm thanh synthesizer "nhẹ nhàng sâu lắng". Kế tiếp đó là một loạt tiếng trống bao gồm cả trống taiko rồi lại chuyển thành giai điệu piano. Sau phiên khúc đầu tiên, phần điệp khúc tiếp nối với lời hát của Leto, "Lost in the City of Angels/ Down in the comfort of strangers/ I found myself in the fire burned hills/ In the land of a billion lights". Ở đoạn bridge, anh tô điểm câu hát của mình bằng kĩ thuật crescendo khẳng định rằng "I am Home". Sau điệp khúc cuối cùng, ca khúc đạt đến cao trào bằng một đợt trống nặng liên hồi. Cây bút Emily Zemler từ tạp chí Billboard lấy "City of Angels" làm ví dụ về trạng thái muôn màu và sự trải nghiệm trong album Love, Lust, Faith and Dreams. Cô mô tả bài hát là "một ca khúc rung động và tinh tế, sử dụng nhịp đập nổ điện tử mới lạ nhiều hơn chất liệu nhạc rock thuần túy của ban nhạc".
Trong một bản ghi nghe trước, Jeff Benjamin từ Fuse công nhận các ảnh hưởng thập niên 1980 đã tạo nên tiếng vang lớn trong suốt ca khúc và nhấn mạnh rằng "tiếng hard rock guitar và bộ gõ đã vang lên chói tai trong phần hợp xướng". Cây bút Sarah O' Hara trong lúc nhận xét Love, Lust, Faith and Dreams đã so sánh ca khúc với "Kings and Queens", một bài hát có cấu trúc tương tự trong This Is War với ít các phiên khúc và không khí chậm rãi xây dựng theo phần điệp khúc. Trong một cuộc phỏng vấn cho Loudwire, Leto đã miêu tả "City of Angels" là "một bài hát rất riêng tư nói về một địa điểm đặc biệt". Anh nói, "Nó là câu chuyện về anh trai tôi và tôi cùng nhau đi đến Los Angeles để biến ước mơ thành sự thật. Nó là một bức thư tình gửi đến vùng đất tươi đẹp và kì lạ ấy". Sau đó Leto giải thích rằng ca khúc có thể ám chỉ đến bất kì nơi nào mà một người [có thể] đến để hiện thực hóa ước mơ của riêng anh/cô ấy. Cây bút Mary Ouellete viết cho Loudwire thì thấy rằng ca khúc "kể một câu chuyện mê hoặc về việc tìm kiếm sự an nhàn khi gọi thành phố Los Angeles là nhà".

## Phát hành
Tại Hoa Kỳ, "City of Angels" được gửi đến các đài phát thanh nhạc rock dưới dạng đĩa đơn quảng bá từ album Love, Lust, Faith and Dreams vào ngày 30 tháng 7 năm 2013. Sau khi phát hành, ca khúc ra mắt ở hạng 47 trên bảng xếp hạng Rock Airplay và giành thứ hạng cao nhất — vị trí số 18 trên bảng xếp hạng này vào 23 tháng 11 năm 2013. Bài hát còn xếp thứ 40 trên bảng xếp hạng Alternative Songs và trở thành một "Hot Shot Debut". Cuối cùng đĩa nhạc vươn lên vị trí thứ 8 vào ngày 9 tháng 11 sau 20 tuần trụ vững trên bảng xếp hạng. Ngày 16 tháng 11, ca khúc ra mắt trên Hot Rock Songs ở vị trí 39 và giành hạng 31 trong tuần kế tiếp. Tháng 3 năm 2014, iTunes Store đã cho phép tải miễn phí bài hát "City of Angels" trong một thời gian giới hạn ở thị trường Bắc Mỹ. Ban nhạc còn phát hành một phiên bản acoustic của bài hát cho album nhạc phim Dallas Buyers Club (2013), bộ phim do chính Jared Leto tham gia diễn xuất. Một phần số tiền từ doanh thu bán hàng đã được trao tặng cho Quỹ toàn cầu của tổ chức từ thiện cứu trợ đại dịch AIDS mang tên Product Red.
"City of Angel" đã có tác động lớn đến radio đại chúng ở châu Âu vào tháng 10 năm 2013 sau khi phát hành "Do or Die". Ở Phần Lan, ca khúc xếp thứ 83 trên bảng xếp hạng của quốc gia này ngày 24 tháng 11. Một tuần sau, bài hát đã nhảy vọt lên vị trí số 69 và giành hạng 32 vào ngày 22 tháng 11. Cũng trong tháng đó ca khúc còn xếp số 92 ở Đức và giành vị trí cao nhất–hạng 31 ở Ý. "City of Angel" còn đạt vị trí số 69 trên bảng xếp hạng Ultratip tại vùng Flemish của Bỉ ngày 14 tháng 11. Ngày 27 tháng 1 năm 2014 đĩa nhạc đứng hạng 74 tại Croatia, trong khi ra mắt tại bảng xếp hạng quốc gia Cộng hòa Séc ở vị trí 91 vào tuần cuối ngày 23 tháng 3 và tăng lên xếp thứ 87 ngày 18 tháng 5. Tại Ba Lan, LP3 xếp "City of Angel" ở vị trí số 38 và vươn lên số 28 vào ngày 21 tháng 4; sau đó giành chứng nhận Vàng và tiêu thụ hơn 10.000 bản. Tại Bồ Đào Nha, "City of Angel" giành thứ hạng cao nhất–vị trí số 17 vào tháng 6 năm 2014, bài hát tiếp tục được Hiệp hội Công nghiệp ghi âm nước này (AFP) trao chứng nhận Vàng với hơn 10.000 bản đã bán ra trên khắp nước này. Một phiên bản phối khí lại ca khúc của nhà sản xuất nhạc người Đức Markus Schulz từng được bày bán dưới dạng nhạc số vào tháng 6 năm 2014.
Polydor Records phát hành "City of Angels" tại Anh Quốc vào ngày 2 tháng 12 năm 2013. Dù ca khúc từng lọt vào bảng xếp hạng UK Rock Chart khi Love, Lust, Faith and Dreams mới chỉ phát hành được một tuần; nhưng sau đó bài hát đã tái xuất ở bảng xếp hạng này sau khi ban nhạc phát hành đĩa đơn riêng và giành vị trí cao nhất–hạng 21. Vào 7 tháng 4 năm 2014, đĩa nhạc cũng mới góp mặt tại bảng xếp hạng ARIA Charts với vị trí 93. Một phiên bản piano của ca khúc được phát hành dưới dạng kĩ thuật số vào tháng 7 năm 2014.

## Đánh giá chuyên môn
"City of Angels" đón nhận đông đảo lời khen ngợi từ giới phê bình âm nhạc. Dan Slessor viết cho tờ Alternative Press gọi đây là ca khúc nổi bật nhất từ album và cảm thấy bài hát "hấp dẫn từ đầu đến cuối, việc kiến tạo từ mở màn thanh tao đến cao trào hoành tráng với đỉnh cao là đợt trống dồn dập". Stephen Thomas Erlewine từ Allmusic cũng ca ngợi nhạc phẩm là một điểm sáng nổi bật của album. Rick Pearson viết cho tờ Evening Standard thì thừa nhận ảnh hưởng từ U2 và khen ngợi giọng ca của Leto. Còn Markos Papadatos từ Digital Journal nói rằng "City of Angels" đã chứng minh Leto là một trong những ca sĩ kiêm nhạc sĩ xuất sắc nhất thuộc thể loại rock hiện đại. Johan Wippsson từ nhật báo Melodic đã lựa chọn ca khúc làm điểm nhấn của album Love, Lust, Faith and Dreams và ca ngợi bài hát với "phần điệp khúc cao ngạo và khoa trương".
Nhà báo John Gentile từ tạp chí Rolling Stone bị ấn tượng trước "City of Angels", ông nhấn mạnh rằng ca khúc được xây dựng theo âm lượng và độ phức tạp cho đến khi Leto "hét gần vỡ phổi". Sau khi xem lại các phiên bản piano của ca khúc, Gentile nhận định rằng "bài hát ban đầu tập trung vào tiếng piano đầy tinh tế cho đến khi Leto phát ra tiếng thở dài nhẹ nhàng và quay trở lại câu chuyện về quyết định của anh khi chuyển tới Los Angeles và những ngày đầu tiên đặt chân tại đó". Ông còn viết, "bài hát thăng rồi lại trầm cho đến tận cùng, nó ngừng lại bằng một tiết tấu nhanh và rồi Leto bất ngờ thốt lên: "I am Home!'". Alex Lai từ báo điện tử Contactmusic thì chấm ca khúc bài đánh giá tích cực, anh cho rằng "khí chất hoạt bát của ban nhạc bị tiết chế hơn" khi chuyển qua "phong cách arena rock của U2" và Leto cũng đổi thành tông giọng trầm. Lai mô tả nhạc phẩm là "một bài ca về tình yêu đích thực dành cho thành phố Los Angeles với những tình cảm rất chân thật". Alternative Addiction đã xếp hạng "City of Angels" ở vị trí thứ 11 trong danh sách 100 bài hát hay nhất năm 2014.
Kaitlyn Hodnicki viết cho tạp chí Stature ghi nhận sự thân mật thể hiện đặc trưng trong "City of Angels" dù nó có tính chất ca ngợi. Cô coi đó là "một bước tiến lớn trong sự nghiệp sáng tác bài hát của Leto", cho rằng lời hát "bộc lộ bản chất trưởng nhóm đôi khi bí ẩn này" khi anh bày tỏ lòng tôn kính đến Los Angeles. Cô cũng cảm nhận rằng "Tình yêu mà Leto dành cho U2 là không hề bí mật và anh đã thể hiện tình yêu chan chứa đó qua bài hát này với đàn piano, âm thanh điện tử, giọng hát và cả tiếng trống hòa quyện một cách mượt màng". Trong một đánh giá trái chiều khác, John Watt từ Drowned in Sound lại ví nhạc phẩm là "một bài ca soft-rock như phiến đá vô hồn". Brent Faulkner từ PopMatters lại viết rằng ca khúc "không đến nỗi quá tệ, tràn đầy những ý niệm thanh tao và nhạc trống trập trùng". Còn Chris Maguire viết cho AltSounds còn chỉ trích những ảnh hưởng của U2 thể hiện đặc sệt trong ca khúc, trong khi Andy Baber từ MusicOHM lại gọi bài hát là "một bản ballad cổ lỗ sĩ" khiến Thirty Seconds to Mars trở thành một "love-them-or-hate-them band".

## Video âm nhạc

### Phát triển

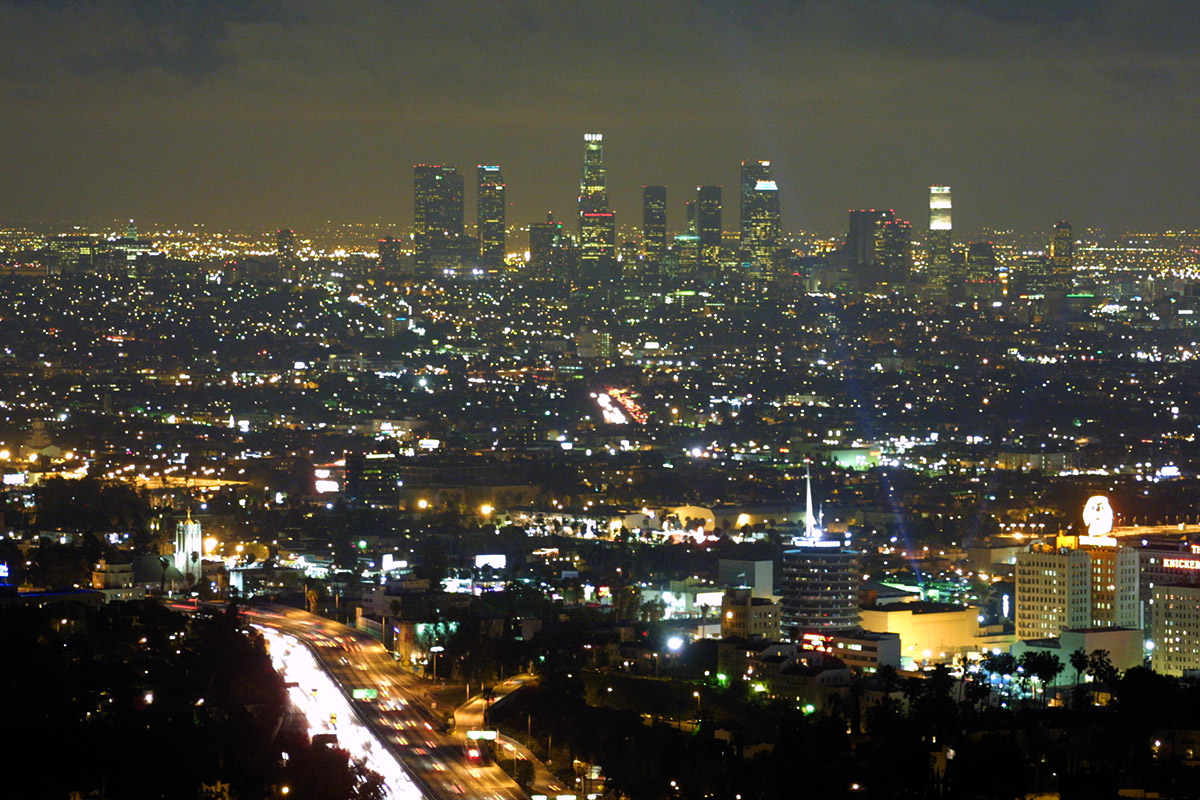
Một cảnh quay của video tại thành phố Los Angeles thực hiện trong suốt nhiều đêm liền.

Tháng 8 năm 2013, Jared Leto thông báo với MTV News rằng anh đang trong quá trình chuẩn bị ghi hình một bộ phim ngắn cho "City of Angels". Tuy không tiết lộ quá nhiều về cấu trúc video âm nhạc này, nhưng anh có nói: "Đây sẽ là một video giàu mãnh lực, tràn đầy xúc cảm và chắc chắn phải có gì đó thật đặc biệt. Quá trình làm phim bắt đầu từ 16–17 tháng 8 tại Los Angeles với bối cảnh xung quanh là nhiều đá tảng nguyên khối cùng những bức bích họa. Leto đã gặp gỡ ba thành viên Thirty Seconds to Mars để cùng chia sẻ cách nhìn của họ về thành phố Los Angeles. Đồng thời anh cũng tuyển các diễn viên thủ vai Michael Jackson và Marilyn Monroe tựa như những người vô gia cư trong lúc sản xuất video. Sau khi quay xong đoạn phim, Leto đã chia sẻ cảm hứng của anh ở hậu trường video, "Kể chuyện là một phần quan trọng trong công việc của tôi, vì vậy đó là điều rất tự nhiên và thoải mái. Tôi nghĩ như vậy vì do tôi đã tự mình hoàn thành tất cả các cuộc phỏng vấn–tôi đã nói chuyện cùng các nghệ sĩ đồng nghiệp và họ cũng cảm thấy thực sự thoải mái như vậy. Họ cũng chia sẻ một phần bản thân mà chúng ta thường không đề cập tới." Phông nền từ bài hát kèm theo lời nhạc ghi lại trên đỉnh đồi Hollywood được sử dụng trong một đoạn của video ngắn khi hình ảnh Leto ca hát tương phản với cảnh hoàng hôn Los Angeles.
Bộ phim ngắn này do Emma Ludbrook sản xuất, đồng thời do Allan Wachs và Jared Leto làm đạo diễn. Dù được quảng cáo dưới cái tên "Bartholomew Cubbins Film" (biệt hiệu lâu năm của Leto), "City of Angels" là dự án đầu tiên mà Leto giữ vai trò chỉ đạo chính. Anh giải thích, "Đây là lần đầu tiên tôi làm dự án như thế này. Tôi đã từng sử dụng nhiều cái tên khác nhau, nhưng nó đơn thuần chỉ là chuyện cá nhân mà thôi. Tôi nghĩ rằng ký cái tên này lên video là điều thích hợp." Cộng tác viên cũ của nhóm Devid Levlin giữ vai trò đạo diễn hình ảnh. Leto, Benjamin Entrup và Mischa Meyer đảm nhận vai trò dựng phim. Bộ video có các bình luận từ nhiều vị khách mời nổi tiếng như Kanye West, Christopher Lloyd Dennis, Juliette Lewis, Heather Levinger, Haywood, Lindsay Lohan, Olivia Wilde, Steve Nash, Ashley Olsen, Lily Collins, James Franco, Selena Gomez, Alan Cumming, Anthony Warfield, Jovan Rameau, Holly Beavon, Shaun White, Corey Feldman và Yosh. "City of Angels" còn đánh dấu lần hợp tác thứ hai của Thirty Seconds to Mars với Kanye West kể từ lần đầu tiên hai bên cùng làm việc trong ca khúc "Hurricane 2.0" năm 2010.

### Phát hành
Video âm nhạc của "City of Angels" ra mắt vào 12 tháng 10 năm 2013 khi Thirty Seconds to Mars đang lưu diễn ở sân khấu Hollywood Bowl. Chương trình được phát sóng trên toàn thế giới trên Internet thông qua nền tảng trực tuyến VyRT. Sau buổi công chiếu, Mary Bonney từ LA Music Blog dự đoán video này "chắc chắn sẽ được khán giả đánh giá rất cao qua phông nền của một thành phố hết sức thơ mộng và cuốn hút". Và sau đó, Thirty Seconds to Mars đã tung một teaser xem trước của video âm nhạc vào ngày 28 tháng 10. Ngay hôm sau, video chính thức ra mắt trên nền tảng Vevo, bắt đầu bằng một đoạn video lời hát từng trình chiếu vào ngày 23 tháng 8. Vài tháng sau, ban nhạc tiếp tục đăng tải các buổi phỏng vấn cá nhân trước đó, gồm có Kanye West, James Franco và Selena Gomez.
Theo lời phát biểu trên báo chí, Jared Leto đã giải thích ý nghĩa đằng sau video âm nhạc rằng: "'City of Angels' là một bộ phim ngắn về vùng đất hoang dã, kì lạ và tuyệt vời này–Los Angeles, California. Thành phố đã để lại dấu ấn riêng trong trí tưởng tượng của thế giới; đó là nơi mà những giấc mơ đều có thể trở thành sự thật. Tôi thực hiện bộ phim ngắn này để có thể chia sẻ cảm nghĩ cá nhân về thành phố vô cùng đặc biệt đây và bộc bạch cùng những người khác về sự nghĩ suy đó. Những ý nghĩ của tôi không chỉ dành riêng cho thành phố này mà còn tập trung nhiều hơn đến những cư dân sống ở đó". Anh còn cho biết thêm, "Tác phẩm là một câu chuyện kể về niềm hy vọng và ước mơ. Đó là câu chuyện về những người có thể làm những việc bất khả thi, dù cho đó có là Kanye West, James Franco hay một đứa trẻ đang rong ruổi trên những con phố của Đại lộ Hollywood. Tác phẩm còn là một câu chuyện về sự sống còn và những điều cần thiết để chúng ta có thể trở thành con người mà mình thực sự mong muốn".

### Nội dung

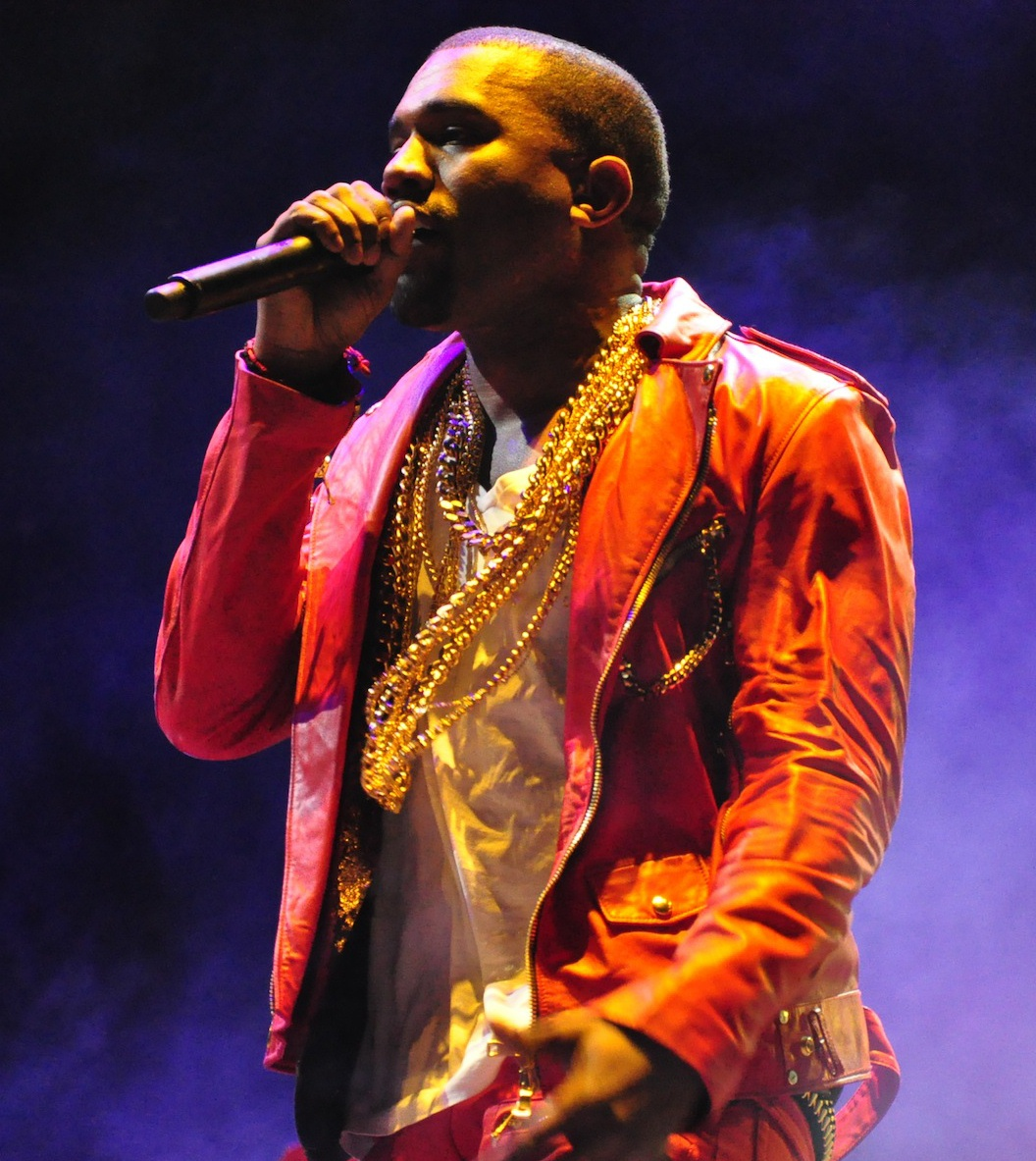
Kanye West là một trong những nhân vật xuất hiện trong video nhạc của ca khúc.

Video âm nhạc bắt đầu bằng cảnh độc thoại của Kanye West khi anh liên tưởng đến các cảnh vật và con người gắn liền với Los Angeles, bao gồm ngôi sao điện ảnh James Dean, doanh nhân Howard Hughes cũng như những công trình kiến trúc, Walt Disney và biểu tượng sex Marilyn Monroe. Kế tiếp là một loạt các bình luận từ một số cư dân tâm sự về sợi dây tâm giao với Los Angeles, xen kẽ cùng góc quay một số địa danh biểu tượng của thành phố. Từ Đồi Hollywood tới Đại lộ Hollywood, video ghi lại những nỗ lực chiến đấu của các nghệ sĩ từ khi vô danh ngoài đường phố cho đến khi nổi tiếng trên màn bạc.
Một người đàn ông vô gia cư tên Haywood đã mở màn, "Tôi không biết đó là thành phố của những thiên thần, tôi nghĩ nó là những thiên thần lạc lối, một thành phố của những linh hồn lạc lối." Tomo Miličević tiếp tục giải thích, "Đó là nơi tôi đến và biến ước mơ thành sự thật". Jared Leto thừa nhận, "Tôi sẽ chẳng là gì nếu như không có thành phố này", trong khi Sannon chia sẻ, "Tôi đã đến đây và tìm thấy cuộc đời mình". Kanye West cũng thừa nhận cảm xúc mâu thuẫn về Los Angeles, nơi mẹ anh qua đời và con gái anh sinh ra. Hồi tưởng lại ấn tượng đầu tiên về thành phố, Olivia Wilde kể, "Tôi nghĩ đó là nơi huyền diệu nhất mà tôi từng đặt chân tới. Đó thực sự là một miền đất hứa". Sau những tâm sự tiếp nối, ca khúc "City of Angels" bắt đầu vang lên, với hình ảnh ban nhạc Thirty Seconds to Mars biểu diễn hết mình trên đỉnh Đồi Hollywood và đưa mắt hướng nhìn toàn thành phố.
Video nhạc bắt đầu hiện lên các clip của Marilyn Monroe, James Dean và Elizabeth Taylor trước khi nền nhạc bỗng dừng lại với sự xuất hiện của Christopher Lloyd Dennis, một người đóng giả Superman tuyên bố rằng, "Hollywood là miền đất của những giấc mơ. Đồng thời đó cũng là nơi những giấc mơ bị vỡ mộng". Jovan Rameau, người giả vai Michael Jackson nói về câu chuyện đến Hoa Kỳ trên một chiếc thuyền khi còn là người Haiti tị nạn với hi vọng có được Giấc mơ Mỹ. Tiếp sau ông là lời thú nhận từ một số nhân vật, trong đó có một người đàn ông yếm thế và một nữ diễn viên phim khiêu dâm. Haywood giải thích rằng ông đến Los Angeles để tìm lại mẹ mình và nhìn thấy bà đang sống lang thang trên con phố. Lindsay Lohan tiết lộ cô thất vọng về bản thân mình, trong khi Selena Gomez lại nói về ảnh hưởng mà kênh Disney Channel tác động đến cuộc sống của cô.
Sau khi phiên khúc thứ hai của bài hát bắt đầu, những tấm ảnh thời thơ ấu của Jared và Shannon cùng với người mẹ Constance dần hiện lên trong video. Tiếp nối là hình ảnh Đại lộ Danh vọng Hollywood và một số lời thú nhận khác, bao gồm cả cảnh Corey Feldman khởi nghiệp khi còn là diễn viên nhí. Feldman cũng bình luận về việc ông bắt đầu đóng phim khi mới ba tuổi như thế nào và hoàn cảnh khiến cả gia đình phải phụ thuộc vào thu nhập của ông để thanh toán các hóa đơn ra sao. Còn Ashley Olsen bày tỏ quan điểm về bản chất phù du của sự nổi tiếng, trong khi đó Juliette Lewis và James Franco nói về cách quản lý các giấc mơ và hoài bão. Khi ca khúc kết thúc, Christopher Lloyd Dennis đúc kết, "Liệu tôi có nghĩ rằng mình sẽ có tên tuổi trong ngành giải trí này? Chừng nào tôi còn giữ vững được niềm tin, điều đó nhất định sẽ xảy ra". Bộ phim khép lại với dòng ghi nhận rất nhiều nhân vật khách mời tự giới thiệu về bản thân mình.

### Phản hồi
—Elina Shatkin từ tạp chí Los Angeles khi nói về video ca nhạc.
Sau khi phát hành, video ca nhạc đã nhận khá nhiều lời ngợi ca từ giới nhà phê bình âm nhạc đương đại. Lindsey Weber từ Vulture đã gọi bộ phim ngắn là một "bài thơ kỳ lạ ca ngợi chuyến đi đến Los Angeles". Markos Papadatos từ Digital Journal đánh giá bài hát ở mức A+ và viết rằng, "Đúng lúc bạn nghĩ rằng Jared Leto và Thirty Seconds to Mars không thể tiến bộ hơn được nữa, họ đã chứng minh là bạn lầm" với video ca nhạc "City of Angels". Anh cảm nhận ca khúc "vừa thô lại vừa quyến rũ" và cho rằng "nó nhất định sẽ làm nhiều người xúc động". Brenna Ehrlich từ MTV lại nhận xét trong khi bộ phim ngắn "có lẽ đã thiếu đi tất cả các loài linh thú uy nghi," vốn là nét đặc trưng trong video nhạc "Up in the Air" của nhóm, nhưng "ca khúc lại có vài động vật kì lạ theo kiểu khác biệt: một nhóm toàn những người nổi tiếng". Liza Darwin từ tạp chí Nylon lại mở đầu bài nhận xét khi viết rằng, "Có những video ca nhạc khác nhau và sau đó chúng trở thành video ca nhạc của Thirty Seconds to Mars". Cô tiếp tục, "Một video ca nhạc vừa có phần tư liệu vừa có chất điện ảnh, bộ phim do Jared Leto làm đạo diễn này thật cảm động, ngọt ngào và rất đáng xem trong toàn bộ 11 phút".
Cây bút Sophie Schillaci của tờ The Hollywood Reporter đã ghi nhận sự giản đơn và ca ngợi không khí của video. Trong khi Anna Job viết cho GoldenPec lại nhận định rằng đây là "Thuật ghi hình rất đáng chú ý với những góc máy quay toàn cảnh bao quát toàn thành phố từ cùng độ cao mà họ từng sử dụng trong video nhạc 'Kings and Queens'". Cây bút Niki Crux từ The Inquisitr đưa ra một đánh giá tích cực khi viết: "ca khúc đã trưng bày tiểu sử các biểu tượng tiêu biểu của Hollywood và tiết chế tối thiểu các khiếm khuyết, Jared Leto hướng ống kính tản vào tất cả các khía cạnh đã bôi vẽ nên thành phố Los Angeles. Video lúc này giống như một màn tri ân đến Los Angeles, nhưng chưa bao giờ có thể che đậy được tình trạng hỗn loạn bất ổn ở Thành phố của những Thiên thần".
Allison Bowsher từ MuchMusic thấy video nhạc rất ấn tượng khi ví nó như "một bộ phim ngắn gây xúc động". Cô viết, "[Với ý nghĩa] là một bài thơ ca ngợi Los Angeles, ban nhạc đã tập họp lại những người thuộc nhiều thành phần khác nhau để họ nói về cảm xúc của mình đối với thành phố nổi tiếng này. Từ nghệ sĩ biểu diễn đường phố cho đến các thanh niên vô gia cư hay một số nhân vật nổi tiếng thế giới, Thirty Seconds to Mars dường như sưu tập một bản danh sách rất súc tích, cho thấy các ưu điểm và nhược điểm một cách trực quan của Los Angeles trong 11 phút". Luke O'Neil từ MTV nhấn mạnh rằng "xen lẫn giữa các nghệ sĩ nổi tiếng thực sự là những người có ngoại hình giống người nổi tiếng–họ [chỉ đóng vai trò] phụ họa thêm cho ý tưởng cơ bản về sự tương giao mờ ảo giữa giấc mơ và hiện thực. Đấy chính là ý niệm của Los Angeles". Emily Wright từ The Boston Globe lại nhận thấy "sự thô ráp, mặt cá nhân của một số nhân vật nổi tiếng nhất hiện nay" thường xuất hiện. Scott Sterling từ CBS News lại ví video là "một cuộc thi hấp dẫn về cuộc sống ở Los Angeles".
Ngày 17 tháng 7 năm 2014, video âm nhạc đã nhận một đề cử ở hạng mục "Quay phim xuất sắc nhất tại lễ trao giải Điện ảnh của MTV năm 2014 nhưng đã thất cử trước "Pretty Hurts" của Beyoncé. Video cũng trở thành đề cử thứ hai liên tiếp của nhà quay phim David Devlin, người đã từng tranh giải năm 2013 với "Up in the Air". "City of Angels" còn giành chiến thắng hạng mục Video rock xuất sắc nhất tại lễ trao giải âm nhạc Lourwire tổ chức vào ngày 11 tháng 2 năm 2014. Ca khúc tiếp tục giành đề cử ở hạng mục Video xuất sắc nhất tại lễ trao giải Kerrang! năm 2014 nhưng lại thất cử trước "Boston Square" của Deaf Havana.

## Biểu diễn trực tiếp

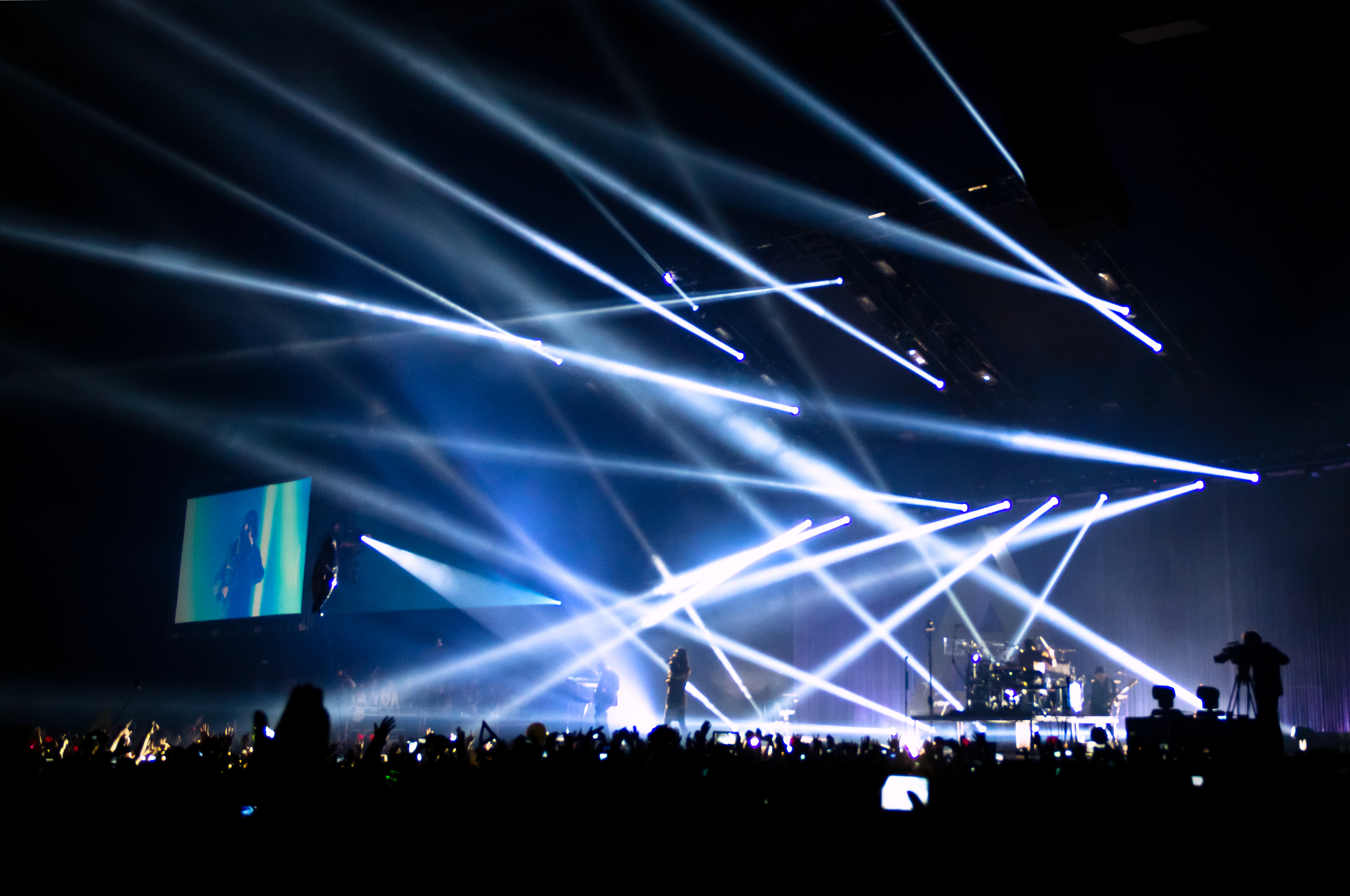
Thirty Seconds to Mars trình diễn tại Moskva, Nga tháng 3 năm 2014

Ban nhạc từng trình diễn "City of Angels" lần đầu tiên trong các buổi trình diễn đặc biệt mang tên "Church of Mars" ngay trước khi ra mắt album. Ca khúc cũng trở thành một phần nhạc dạo của Love, Lust, Faith and Dreams Tour diễn ra sau đó. Trong ba chặng đầu tiên của tour diễn, bài hát thường được thể hiện cùng các nhạc công chơi trống taiko. "Màn hình sân khấu đã trình chiếu các cảnh quay từ trong video âm nhạc của ca khúc trong đó sân khấu còn có màn treo video LED. Những người hâm mộ và giới phê bình còn nhận xét ca khúc rất tích cực trong buổi trình diễn nhạc sống. Curtis Sindrey, biên tập viên tạp chí Aesthetic Magazine Toronto nhận định rằng ban nhạc dường như đã "tiếp thêm năng lượng" với những bài hát như "City of Angels". Ben Jolley từ Nottingham Post cảm nhận được "sức truyền cảm", trong khi Jay Cridlin từ Tampa Bay Times lại ví ca khúc như một bản "thiên anh hùng ca". Thirty Seconds to Mars đã biểu diễn "City of Angels" trong những tiết mục tiêu điểm tại nhiều lễ hội lớn như Rock Werchter, Pinkpop và Rock am Ring and Rock im Park.
Ngày 1 tháng 5 năm 2014, phiên bản piano của ca khúc được trình diễn tại Giải thưởng Âm nhạc iHeartRadio năm 2014 tổ chức tại hội trường Shrine Auditorium, Los Angeles. Shannon Leto đã không thể có mặt trong buổi lễ này nên ca khúc do Jared Leto và Tomo Miličević thể hiện; và họ đã đứng trước nhiều màn hình to nhỏ khác nhau khi các màn hình này đang trình chiếu các cảnh từ video nhạc của ca khúc. Buổi biểu diễn đã nhận được sự tán dương đặc biệt từ phía người xem, Jessica Hyndman từ MTV còn đánh giá đây là điểm nhấn của chương trình. Một nhà báo viết cho Digital Journal nhận xét rằng ban nhạc đã thực hiện "một màn thể hiện phi thường" cho ca khúc và biểu lộ "sự quyến rũ ma mị cùng năng lượng khổng lồ có thể so sánh với một buổi hòa nhạc của U2". "City of Angels" cũng nằm trong danh sách tiết mục biểu diễn của Carnivores Tour–chuyến lưu diễn mà ban nhạc Thirty Seconds to Mar hợp tác với Linkin Park; bài hát thường nổi nhạc lên khi buổi diễn đã đi gần nửa chặng.

## Định dạng bài hát
| Đĩa CD quảng bá tại Mỹ 1. "City of Angels" (hiệu đỉnh radio) – 4:13 2. "City of Angels" (phiên bản album) – 5:04 Đĩa CD quảng bá tại châu Âu 1. "City of Angels" (hiệu đỉnh radio) – 4:18 2. "City of Angels" (phiên bản album) – 5:02 3. "City of Angels" (trình diễn nhạc cụ) – 5:03 | Tải kĩ thuật số 1. "City of Angels" (phiên bản piano) – 4:22 Tải remix kĩ thuật số 1. "City of Angels" (bản remix của Markus Schulz) – 5:00 |

## Đội ngũ thực hiện
Các thành viên thực hiện album Love, Lust, Faith and Dreams có kèm theo ghi chú.
- Trình diễn bởi Thirty Seconds to Mars
- Sáng tác bởi Jared Leto
- Sản xuất bởi Steve Lillywhite và Jared Leto
- Thu âm tại Trung tâm Phát triển Nghệ thuật và Khoa học Âm thanh Quốc tế, Los Angeles, California
- Thiết kế âm thanh bởi Jamie Reed Schefman
- Hòa âm bởi Serban Ghenea
- Phối nhạc bởi John Hanes tại phòng thu Mixstar Studios, Virginia Beach, Virginia
- Xử lý hậu kì bởi Howie Weinberg và Dan Gerbarg tại Howie Weinberg Mastering, Los Angeles, California

## Xếp hạng và chứng nhận
| Xếp hạng (2013–14)                              | Vị trí cao nhất |
| ----------------------------------------------- | --------------- |
| Úc (ARIA)                                       | 93              |
| Bỉ (Ultratip Flanders)                          | 69              |
| Cộng hòa Séc (IFPI)                             | 87              |
| Croatia (ARC Top 40)                            | 74              |
| Phần Lan (Suomen virallinen lista)              | 32              |
| Trường songid là BẮT BUỘC CHO BẢNG XẾP HẠNG ĐỨC | 92              |
| Ý (Musica e dischi)                             | 31              |
| Ba Lan (LP3)                                    | 28              |
| Bồ Đào Nha (AFP)                                | 17              |
| UK Rock Singles (OCC)                           | 21              |
| Hoa Kỳ Alternative Songs (Billboard)            | 8               |
| Hoa Kỳ Hot Rock Songs (Billboard)               | 31              |
| Hoa Kỳ Rock Airplay (Billboard)                 | 18              |

| Xếp hạng (2013)                      | Vị trí |
| ------------------------------------ | ------ |
| Hoa Kỳ Alternative Songs (Billboard) | 37     |
| Xếp hạng (2014)                      | Vị trí |
| Bồ Đào Nha (AFP)                     | 28     |

| Quốc gia                                 | Chứng nhận | Số đơn vị/doanh số chứng nhận |
| ---------------------------------------- | ---------- | ----------------------------- |
| Ba Lan (ZPAV)                            | Vàng       | 10.000*                       |
| Bồ Đào Nha (AFP)                         | Vàng       | 10.000^                       |
| * Chứng nhận dựa theo doanh số tiêu thụ. |            |                               |

## Lịch sử phát hành
| Vùng lãnh thổ | Ngày tháng           | Định dạng               | Nhãn đĩa         |
| ------------- | -------------------- | ----------------------- | ---------------- |
| Hoa Kỳ        | 30 tháng 7 năm 2013  | Active rock             | Virgin Capitol   |
| Hoa Kỳ        | 30 tháng 7 năm 2013  | Modern rock             | Virgin Capitol   |
| Ý             | 25 tháng 10 năm 2013 | contemporary hit radio  | Universal        |
| Châu Âu       | 11 tháng 11 năm 2013 | contemporary hit radio  | Virgin Universal |
| Anh Quốc      | 2 tháng 12 năm 2013  | contemporary hit radio  | Polydor          |
| Hoa Kỳ        | 30 tháng 6 năm 2014  | Tải kĩ thuật số – Remix | Coldharbour      |
| Đức           | 30 tháng 6 năm 2014  | Tải kĩ thuật số – Remix | Coldharbour      |
| Anh Quốc      | 30 tháng 6 năm 2014  | Tải kĩ thuật số – Remix | Coldharbour      |
| Hoa Kỳ        | 1 tháng 7 năm 2014   | Tải kĩ thuật số         | Virgin           |
| Úc            | 18 tháng 7 năm 2014  | Tải kĩ thuật số         | Virgin           |
| Pháp          | 21 tháng 7 năm 2014  | Tải kĩ thuật số         | Virgin Mercury   |
| Đức           | 21 tháng 7 năm 2014  | Tải kĩ thuật số         | Virgin Universal |
| Ý             | 21 tháng 7 năm 2014  | Tải kĩ thuật số         | Virgin Universal |
| Tây Ban Nha   | 21 tháng 7 năm 2014  | Tải kĩ thuật số         | Virgin Universal |